# Carbure de baryum
Le carbure de baryum, ou acétylure de baryum, est un composé chimique de formule BaC2. Il a été synthétisé pour la première fois en 1986 en Union soviétique sous forme d'un composé marqué au carbone 14 en réduisant une poudre de carbonate de baryum BaCO3 avec du magnésium métallique en présence de carbone.